# Vitreolina arcuata
Vitreolina arcuata är en snäckart som först beskrevs av C. B. Adams 1850.  Vitreolina arcuata ingår i släktet Vitreolina och familjen Eulimidae. Inga underarter finns listade i Catalogue of Life.